# Hưng Thịnh, Hưng Nguyên
Hưng Thịnh là một xã thuộc huyện Hưng Nguyên, tỉnh Nghệ An, Việt Nam.
Ngày 17 tháng 4 năm 2008, tách, sáp nhập 174 ha diện tích tự nhiên và 3.043 nhân khẩu của xã Hưng Thịnh vào phường Vinh Tân, thành phố Vinh.
Xã Hưng Thịnh có diện tích 4,36 km², dân số năm 2008 là 4.102 người, mật độ dân số đạt 941 người/km².
Cuối năm 2024, xã Hưng Thịnh sáp nhập với xã Hưng Mỹ thành xã mới Thịnh Mỹ và chính thức đi vào hoạt động từ ngày 25 tháng 12 năm 2024. 
Đến 1/7/2025, xã Thịnh Mỹ tiếp tục sáp nhập với thị trấn Hưng Nguyên, xã Hưng Tây và xã Hưng Đạo thành xã mới Hưng Nguyên, trực thuộc tỉnh Nghệ An.